# Zamarada consummata
Zamarada consummata là một loài bướm đêm trong họ Geometridae.